# Yansoki
Yansoki est un village de 3ème degré et un quartier du 3ème arrondissement de Douala au Cameroun.

## Géographie
Yansoki est situé dans la commune d'arrondissement de Douala III, dans le département du Wouri. Il appartient à la région du Littoral. Il relève du canton Bakoko. Yansoki est localisé dans la partie sud-ouest de la ville de Douala. Ses limites sont la localité de Yatchika au nord, la commune de Dibamba à l'est, le fleuve Dibamba au sud et le village Mbenga à l'ouest. Le climat est classé dans le type équatorial.  

## Population
Selon le troisième Recensement Général de la Population et de l'Habitat (3ème RGPH), ce village comptait une population totale de 215 habitants en 2005. Parmi lesquels, 119 habitants étaient des hommes et 96 étaient des femmes.

## Éducation
L'Institut d'enseignement supérieur UCAC-ICAM dispose d'un campus universitaire et d'un centre d'examen à Yansoki, . Il forme des ingénieurs généralistes exerçant dans différents domaines du secteur des Bâtiments et Travaux Publics (BTP) et de l'industrie.

## Économie
Yansoki vit principalement de l'agriculture et de petits commerces. L'accès à l'eau potable et la modernisation des systèmes de production agropastorale nécessitent des mesures de renforcement. Des projets d'aménagement urbain et de création de voies routières sont dénombrés,. Des cas de litiges fonciers défraient quelquefois la chronique. La gestion des déchets ménagers demande à être améliorée.

## Santé
Yansoki dispose de plusieurs centres de santé:
- Centre hospitalier St-Jean mis en place par des Camerounais de la diaspora pour combattre le coronavirus[13]
- Medical Center Louise et Laurence[14]
- Centre médical Saint John[15]